# Zygoballus aschnae
Zygoballus aschnae là một loài nhện trong họ Salticidae.
Loài này thuộc chi Zygoballus. Zygoballus aschnae được Makhan miêu tả năm 2005.